# Dipòsit Digital de Documents de la Universitat Autònoma de Barcelona
El Dipòsit Digital de Documents de la UAB és el repositori institucional de la Universitat Autònoma de Barcelona. La seua col·lecció es forma pel mandat que obliga a tot personal de la UAB que hi publique tots els seus treballs. Per tant, permet el compliment de la Política institucional d'accés obert.
Les principals col·leccions són: articles i informes, articles científics, documents gràfics, fons personals i institucionals, jornades i congressos, llibres, materials docents, objectes multimèdia i publicacions periòdiques. També hi ha manuscrits. Conté publicacions periòdiques dels segles XIX, XX i XXI. Rebiun l'avaluà el 2016 i va concloure que complia 22 de 25 criteris. Als rànquings de repositoris digitals quedà el 1er a Espanya i el 16è al món el 2013.
Els documents estan descrits en MARC21 però és poden consultar i exportar en diversos formats estàndards (Dublin Core, XML, Marcxml, cvs…). També es segueix el protocol d'interoperabilitat OAI-PMH (Open Archives Initiative Protocol for Metadata Harvesting), aquest protocol permet incrementar la consulta i visibilitat afavorint la recol·lecció per part d'altres portals internacionals com OpenAIRE, BASE, Europeana. El DDD utilitza el programari Invenio del Consell Europeu per a la Recerca Nuclear. Permet allotjar en una única instal·lació diferents tipus de materials amb interfície multilingüe, i gran flexibilitat a l'hora d'ordenar el material en col·leccions segons diferents criteris.